# Takaishi (Osaka)
Takaishi (高石市 -shi) é uma cidade japonesa localizada na província de Osaka.
Em 2003 a cidade tinha uma população estimada em 61 427 habitantes e uma densidade populacional de 5 412,07 h/km². Tem uma área total de 11,35 km².
Recebeu o estatuto de cidade a 1 de Novembro de 1966.